# بيلي لامونت
بيلي لامونت (بالإنجليزية: Billy Lamont)‏ هو مدرب كرة قدم ولاعب كرة قدم بريطاني في مركز حراسة المرمى، ولد في 12 مايو 1936 في المملكة المتحدة. لعب مع نادي ألبيون روفرز وهاميلتون أكاديميكال ونادي تشيلتنهام تاون لكرة القدم.

## وصلات خارجية
- بيلي لامونت على موقع قاعدة بيانات كرة القدم.إي يو (الإنجليزية)